# 미국의 멕시코 혁명 개입
미국의 멕시코 혁명 개입(영어: United States involvement in the Mexican Revolution)은 다양하고 모순적으로 보였으며, 1910년부터 1920년까지 멕시코 정권을 처음에는 지지하다가 나중에는 부인했다. 경제적, 정치적 이유로 미국 정부는 일반적으로 권력을 장악한 세력을 지지했지만, 공식적인 승인을 유보할 수 있었다. 미국은 포르피리오 디아스 정권(1876~1880; 1884~1911)이 쿠데타로 집권했기 때문에 처음에는 승인을 보류했지만 나중에는 지지했다. 1909년, 디아스와 미국 대통령 태프트는 텍사스주 엘패소 건너편 국경 도시인 시우다드후아레스에서 만났다. 우드로 윌슨이 1913년 3월 4일 취임하기 전까지 미국 정부는 멕시코군에게 국내에 거주하는 미국인의 생명과 재산이 위험에 처할 경우 미국군의 결정적인 조치가 있을 것이라고 경고하는 데 집중했다. 윌리엄 하워드 태프트 대통령은 미-멕시코 국경에 더 많은 병력을 보냈지만, 이들이 직접 분쟁에 개입하는 것을 허용하지 않았으며, 의회는 이에 반대했다. 혁명 기간 동안 미국은 두 차례 멕시코에 병력을 파견했는데, 1914년에는 베라크루스를 점령하기 위해, 1916년에는 판초 비야를 잡으려다 실패하여 멕시코 북부로 파견했다. 라틴아메리카에 대한 미국의 외교 정책은 먼로주의에 명시된 대로 이 지역을 미국의 영향권으로 간주하는 것이었다. 그러나 멕시코 혁명에서 미국의 역할은 과장되었다. 미국은 멕시코 혁명에 지속적으로 직접 개입하지는 않았다.
디아스의 오랜 통치 기간 동안 그는 근대화와 경제 발전을 목표로 하는 정책을 시행하여 외국 기업가들이 멕시코에 투자하도록 장려했다. 정권은 투자자들에게 유리한 법률을 통과시켰다. 디아스 통치 수십 년 동안 특히 미국-멕시코 국경을 따라 미국 기업 이익은 막대한 자본을 투자했다. 두 정부 간에는 긴밀한 경제 협력이 이루어졌는데, 이는 디아스가 미국 투자자들과 협력한 데 기반을 두었다. 1908년 디아스는 1910년 재선에 출마하지 않을 것이라고 밝혔고, 이 발언은 잠재적 후보들의 정치 공작을 촉발시켰다. 디아스는 입장을 바꿔 재선에 출마했고, 유력 야당 후보인 프란시스코 마데로를 투옥했다. 마데로는 멕시코를 탈출하여 텍사스주 샌안토니오로 피신했고, 1910년 선거 무효를 선언하고 스스로를 임시 대통령으로 선언했으며, 멕시코 국민의 지지를 요청했다. 그의 산루이스 포토시 계획은 특히 멕시코 북부에서 혁명 봉기를 촉발시켰다. 미국은 1911년 3월 6일 윌리엄 하워드 태프트 대통령이 미-멕시코 국경에 병력을 동원할 때까지 전개되는 상황에 개입하지 않았다. "실제로 이는 멕시코 정치에 대한 개입이었고, 멕시코인들에게는 미국이 디아스를 비난했음을 의미했다."
디아스가 1911년 강제로 사임하고 프란시스코 마데로가 1911년 10월 대통령으로 선출된 후, 미국 대통령 태프트는 1912년 대통령 선거에서 패배한 레임덕 상태였다. 그는 우드로 윌슨의 1913년 3월 취임까지 재임할 예정이었고, 그 기간 동안 태프트의 멕시코 대사 헨리 레인 윌슨은 민주적으로 선출된 마데로 멕시코 대통령을 축출하기 위해 적극적으로 노력했다. 레인 윌슨은 처음에는 마데로 정권에 동정적이었지만, 곧 정권과 갈등을 겪었고 빅토리아노 우에르타 장군과 공모하여 마데로를 축출했다. 반마데로 쿠데타는 1913년 2월에 일어났는데, 이는 비극의 열흘로 알려져 있으며, 마데로와 그의 부통령이 강제로 사임한 직후 살해당했다. 새로 취임한 우드로 윌슨 대통령 치하의 미국 정부는 우에르타 정부를 인정하지 않았다.
윌슨 대통령 재임 중 미국은 베라크루스를 점령하기 위해 병력을 보냈고, 분쟁은 캐나다에서 열린 평화 회의를 통해 해결되었다. 북부의 베누스티아노 카란사와 남부의 에밀리아노 사파타가 이끄는 반우에르타 세력은 1914년 7월 우에르타의 사임을 강요했다. 1915년 카란사와 사파타 사이에 내전이 발발했고, 미국은 카란사의 헌법주의자 파벌을 인정했다. 미국은 카란사 군대에 무기를 공급했다. 판초 비야는 처음에는 워싱턴의 지지를 받았지만, 그는 패배했고 대부분의 지지를 잃었다. 그는 미국이 그의 라이벌을 인정하는 쪽으로 전환한 것에 분노했다. 미국을 멕시코로 끌어들이기 위해 그는 1916년 뉴멕시코주 콜럼버스 국경 마을을 공격하여 미국 시민들을 살해했다. 미국 육군은 존 J. 퍼싱 장군 지휘 아래 판초 비야 원정으로 알려진 징벌적 임무를 수행했지만, 그를 체포하는 데 실패했다. 카란사는 미국에 국경을 넘어 철수할 것을 요구했다.

## 디아스 시대의 외교 관계

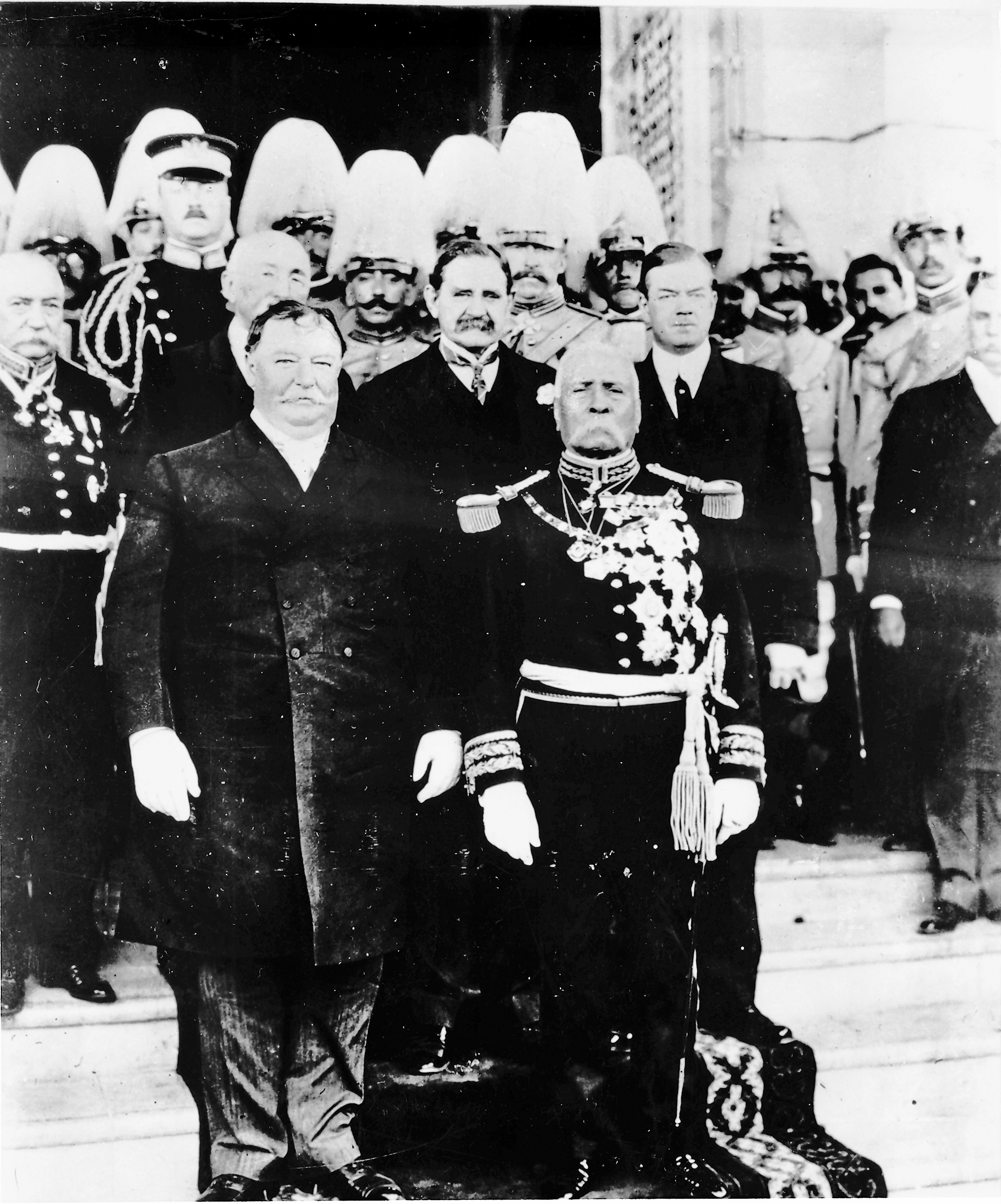
1909년 멕시코 시우다드후아레스에서 태프트와 포르피리오 디아스

디아스는 멕시코를 영국, 프랑스, 독일, 그리고 특히 미국의 외국인 투자에 개방했다. 디아스 대통령 재임 기간 동안 멕시코-미국 관계는 일반적으로 견고했지만, 그는 미국의 힘과 영향력을 상쇄하기 위해 영국, 독일, 프랑스와의 관계를 강화하기 시작했다. 멕시코는 미국 기업 이익에 매우 중요했고 태프트는 디아스를 이러한 투자를 보호하는 데 핵심적인 인물로 보았다. 태프트는 1909년 미-멕시코 국경에서 디아스를 직접 만났는데, 이는 현직 미국 대통령의 멕시코 첫 방문이라는 점에서 역사적인 사건이었다. 이는 미국이 디아스의 고령에도 불구하고 그에 대한 지속적인 지지를 표명하는 방식이었다. 태프트는 이렇게 말했다: "우리는 멕시코에 20억 달러의 미국 자본을 가지고 있으며, 디아스가 죽고 그의 정부가 무너진다면 이는 크게 위험에 처할 것입니다."
멕시코가 미국 기업 이익에 중요했음에도 불구하고, 미국은 "무능한 외교 대표의 역사"를 가지고 있었다. 한 학자에 따르면, 태프트 행정부가 헨리 레인 윌슨을 대사로 임명한 것은 "무능의 전통을 이어갔다."
포르피리오 디아스 대통령 재임 기간 동안, 멕시코 주재 미국 영사관의 문서들은 워싱턴 D.C.에 있는 미국의 국무장관에게 멕시코 상황에 대해 계속 보고했다. 국무장관은 디아스가 멕시코 여러 지역의 반란을 통제할 수 없게 되자 태프트 대통령에게 가능한 정권 교체에 대해 알렸다. 태프트는 특히 석유와 같은 멕시코 자원에 대한 미국의 접근에 문제가 생기는 것을 막기 위해 디아스 정부를 유지하기를 원했다.

## 미국과 마데로 대통령, 1911–1913

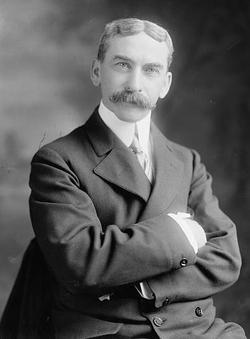
헨리 레인 윌슨, 주멕시코 미국 대사

태프트 대통령의 멕시코 대사 헨리 레인 윌슨은 멕시코 대통령 프란시스코 마데로를 전복하는 데 핵심적인 역할을 했다. 마데로 대통령 취임 초부터 윌슨 대사는 마데로에게 반대했으며 멕시코에 대한 미국의 개입을 적극적으로 모색했다. 윌슨은 미 국무부에 보내는 정보와 오정보를 통제하여, 정부가 상황을 명확하게 이해하지 못하게 했다. 윌슨은 현지 신문에 오정보를 흘려 수도에 문제를 야기했고, 마데로가 이들을 검열하자, 그들은 불합리한 대통령의 희생자 행세를 했다. 마데로는 혁명 세력이 당시 포르피리오 디아스 대통령의 지위를 위태롭게 한 후 자유롭고 공정한 선거를 통해 집권했다. 1911년 5월 반군과 디아스 대표들 사이에 조약이 체결되었다. 조약 내용은 디아스가 사임하고 망명하며, 임시 정부가 설치되고, 1911년 11월에 새로운 선거가 실시된다는 것이었다. 마데로는 반군 지지자들의 조언에 반하여 그들의 병력을 해산했다. 그는 막 패배한 연방군을 유지했다.
마데로가 취임한 지 한 달 만에 디아스 대통령의 측근이었으나 후원자 명단에서 제외되었던 베르나르도 레예스 장군이 반란을 일으켰다. 레예스는 미국 국경을 넘어 텍사스에 있다가 멕시코로 와서 마데로에 대항하여 봉기할 것을 사람들에게 촉구했다. 그의 반란은 완전히 실패했다. 마데로는 막 대규모 대중 투표로 선출되었기 때문이다. 당분간 미국은 마데로 정권이 지지받아야 한다고 낙관했다. 레예스는 반란이 실패했다는 증거에 굴복하여 체포되고 투옥되었다.
취임 후 마데로는 토지 개혁에 관한 산루이스 포토시 계획의 약속을 이행하지 않아, 이전 반군 지지자였던 에밀리아노 사파타가 이끄는 모렐로스에서 농민 반란이 일어났다. 미국에게 이 반란은 미국 투자가 없었기 때문에 중요성이 거의 없었지만, 마데로가 반란을 진압하지 못하는 것처럼 보인다는 점은 그의 리더십에 의구심을 던졌다.
마데로에 대한 심각한 반란은 북부에서 반군 승리에 기여했던 파스쿠알 오로스코가 이끌었다. 오로스코는 마데로가 대통령으로 취임한 후 자신이 소외되고 토지 개혁이 진행되지 않자 실망했다. 그는 북부에서 반란을 일으켰고 마데로에게 더 큰 도전을 제기했다. 그의 반란은 마데로 정권을 불안정하게 만들고자 하는 대규모 미국 기업 및 멕시코인들에 의해 자금 지원을 받았지만, 미국 정부는 오로스코의 봉기를 돕거나 방해한 것으로 보인다. 이는 멕시코 연방군에 의해 진압되었다.
펠릭스 디아스 장군은 숙부 포르피리오의 가족과 함께 망명하지 않고 1912년 10월 반란을 일으켰는데, 미국 정부의 일부 지원을 받았다. 그는 질서와 진보로의 복귀를 추구하는 모든 사람들에게 호소했다. 디아스는 마법 같은 가문의 이름을 가지고 있었지만, 숙부 포르피리오의 군사적 또는 정치적 기술은 부족했다. 멕시코의 주요 미국 사업가는 펠릭스 디아스에 대한 추천서를 시어도어 루스벨트와 함께 쿠바에서 러프 라이더로 복무했으며, 현재 미 육군 참모총장인 레너드 우드에게 보냈다: "[펠릭스] 디아스는 미국이 그를 집권하는 데 도움을 준다면 멕시코의 '백마 탄 남자'가 될 수 있습니다. 미국의 도덕적 지원을 받는다면 그는 [미국의] 개입이 필요 없도록 멕시코 상황을 바꿀 수 있을 것입니다." 이 추천서에 대한 답장이 있었는지는 현재 존재하지 않는다. 그러나 미국은 1912년 10월 베라크루스에서 디아스의 반란이 일어났을 때 멕시코만 연안에 함선을 보냈다. 독일 대사 힌체는 다음과 같이 보고했다: "베라크루스에서 디아스 혁명이 발발하자 미국 대사관은 다른 사절단에 어떤 통보도 없이 멕시코 정부에 미 정부가 정부군의 베라크루스 포격을 반대할 것이라고 공식적으로 통보했다." 미국의 명백한 지지에도 불구하고 디아스의 반란은 참담한 실패였다. 그는 체포되어 투옥되었다. 미국은 그를 마데로의 대체자로서 최선의 선택으로 계속 간주했고, 그 길을 이제 선택했다.
마데로는 미국 정부와 기업이 요구하는 질서와 안정을 달성할 수 없다고 인식되었다. 윌슨은 마데로를 교체하고 미국에 더 순응적인 후보를 대통령으로 앉히고 싶다는 점을 분명히 했다. 베르나르도 레예스 장군 또한 정권 교체를 원했다. 두 사람 모두 마데로에 의해 투옥되었지만 처형되지는 않았고, 미국 대사의 지원을 받아 쿠데타를 주도했다. 수십 년간 라틴아메리카 내부 문제에 대한 미국의 적극적인 개입을 고려할 때, 미국이 이 불안정한 시기에 멕시코에 개입하는 것은 의외의 일이 아니었다. 이러한 개입이 일어나지 않았을 때, 대사는 멕시코 대중과 국제 외교단, 그리고 사업 이익의 마데로 정권의 질서 유지 능력에 대한 인식을 약화시키는 데 결정적인 역할을 했다. 1913년 1월부터 마데로에 대한 쿠데타는 미국의 지원을 받아 피할 수 없는 것처럼 보였다. 디아스와 레예스의 마데로에 대한 음모는 1913년 2월 쿠데타로 발발했으며, 이는 현재 비극의 열흘 (la decena trágica)로 알려진 기간에 마데로를 전복시켰다. 윌슨은 펠릭스 디아스와 멕시코 연방군의 사령관 빅토리아노 우에르타 장군을 불러들였는데, 그는 겉으로는 대통령의 수호자였지만 이제는 그에게 반대하는 입장이었다. 2월 19일 서명된 협정인 대사관 조약은 두 멕시코 장군 간의 권력 분배 협정을 명시했으며, 이는 미국 대사의 명백한 지지를 받았다. 1909년 윌슨을 멕시코 대사로 임명했던 윌리엄 하워드 태프트 미국 대통령은 우드로 윌슨에게 선거에서 패배한 레임덕 대통령이었다. 새로운 대통령은 1913년 3월 4일에 취임할 예정이었다. 대통령 임기 마지막 날, 마데로 대통령은 마침내, 너무 늦게, 자신의 권력 유지가 위태롭다는 것을 깨달았다. 그는 당선인 윌슨에게 자신을 위해 개입해 줄 것을 호소했지만, 윌슨이 아직 취임하지 않았기 때문에 소용이 없었다. 윌슨 대사는 멕시코 주재 외국 외교단, 특히 영국, 독일, 프랑스 특사들의 쿠데타 지지를 확보했고, 새로운 국가 원수인 우에르타 장군에 대한 미국의 인정을 로비했다.

## 미국과 우에르타 정권, 1913–1914

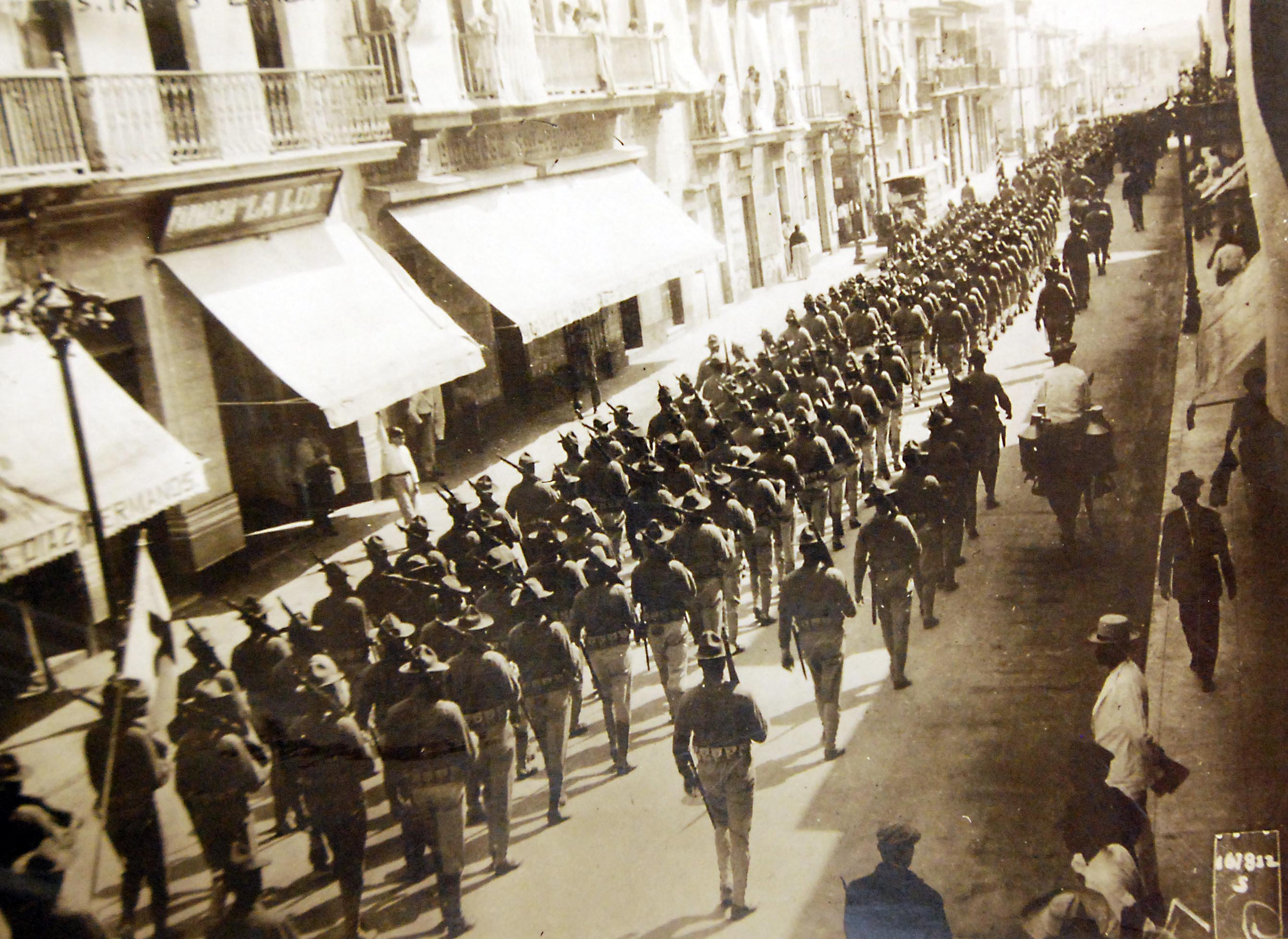
1914년 4월 베라크루스에 진입하는 미군

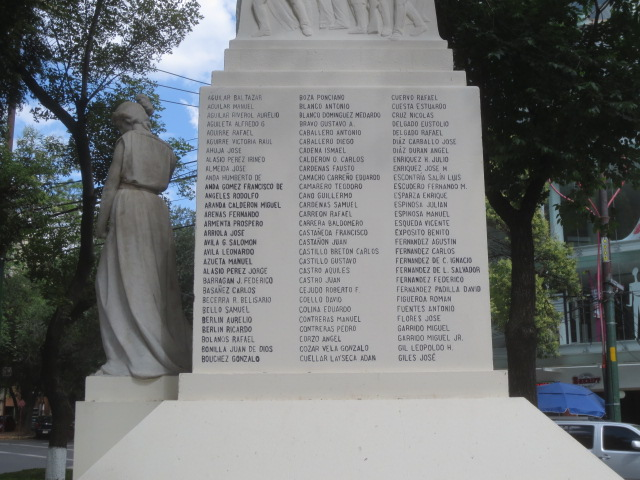
멕시코시티에 있는 "베라크루스 수호자" 기념비. 이 기념비는 1914년 베라크루스 멕시코 수호자들을 기념한다.

우드로 윌슨은 1913년 3월 대통령으로 취임했지만, 멕시코의 쿠데타는 이미 확정된 사실이었고, 민주적으로 선출된 마데로 대통령은 살해당하고 그의 가족은 망명했다. 윌슨 대통령은 우에르타를 멕시코 정부의 정당한 수반으로 인정하지 않았고, 1913년 3월부터 10월까지 윌슨은 우에르타에게 사임을 압박했다. 윌슨은 유럽 강대국들에게 우에르타 정부를 인정하지 말 것을 촉구했다. 우에르타는 자신을 후보로 하는 선거를 발표했다. 1913년 8월, 윌슨은 우에르타 정권에 대한 무기 금수 조치를 취하여, 이전에 무기를 쉽게 얻을 수 있었던 상황을 뒤집었다. 8월 말 우에르타는 대통령 후보에서 자신의 이름을 철회했고, 그의 외무장관 페데리코 감보아가 선거에 출마했다. 미국은 감보아의 출마에 열광했고 새로운 정권을 지지했지만, 우에르타 자신은 아니었다. 미국은 새로 부상한 반우에르타 지도자인 베누스티아노 카란사를 포함한 혁명 반대파에게 잠재적인 새로운 감보아 정부를 지지할 것을 압박했다. 카란사는 거부했다.
멕시코에서는 우에르타 정권에 대항하여 일련의 반란이 일어났는데, 특히 북부(소노라, 치와와, 코아우일라)에서는 미국이 혁명가들에게 무기 판매를 허용했다. 모렐로스에서는 에밀리아노 사파타가 이끄는 전투가 계속되었지만, 그곳의 분쟁은 미국이 개입하지 않은 지역 분쟁이었다. 1910~1911년에 마데로를 집권시키는 데 도움이 되었던 짧은 반란과는 달리, 멕시코는 내전으로 치달았고, 미국은 북부의 혁명 파벌을 지원했다. 멕시코에서 외교적, 경제적 라이벌, 특히 영국과 독일과의 더 큰 분쟁에 미국이 개입한다는 것은 비록 군사적으로 개입하지는 않았지만 외국 세력이 멕시코 상황이 전개되는 방식에 영향을 미쳤음을 의미했다.
미국 요원들이 독일 상선 이피랑가가 우에르타 정권에 무기를 싣고 있다는 것을 발견했을 때, 윌슨 대통령은 그 배가 정박하는 것을 막기 위해 베라크루스 항구에 병력을 명령했다. 미국은 멕시코에 전쟁을 선포하지 않았지만, 미군은 베라크루스에서 우에르타 군대와 교전을 벌였다. 이피랑가는 다른 항구에 정박하는 데 성공했고, 이는 윌슨을 격분시켰다.
1914년 4월 9일, 탐피코 항구의 멕시코 관리들이 일단의 미군 선원들을 체포했는데, 적어도 한 명은 배 위에서 잡혀 미국 영토에서 끌려나왔다. 멕시코가 미국이 요구한 조건으로 사과하기를 거부하자, 미 해군은 베라크루스 항구를 폭격하고 베라크루스를 7개월 동안 점령했다. 우드로 윌슨의 실제 동기는 그가 멕시코의 지도자로 인정하기를 거부했던 우에르타를 전복시키려는 욕구였다. 탐피코 사건은 우에르타 정권을 더욱 불안정하게 만들고 혁명 반대자들을 부추기는 데 성공했다. ABC 강대국(아르헨티나, 브라질, 칠레)은 캐나다 온타리오주에서 열린 나이아가라 폭포 평화 회의에서 중재했고, 미군은 멕시코 영토를 떠나 분쟁이 전쟁으로 확대되는 것을 막았다.

## 미국과 내전 중인 혁명 파벌, 1914–1915
우에르타의 사임과 망명으로 혁명 파벌들은 공통의 적을 잃었다. 그들은 처음에는 우에르타 이후의 합의를 도출하려고 했지만, 이는 승자들의 내전으로 변질되었다. 미국은 멕시코 사태의 결과에 계속 영향력을 행사하려고 했지만, 어떻게 해야 할지는 불분명했다.

## 1916–1917

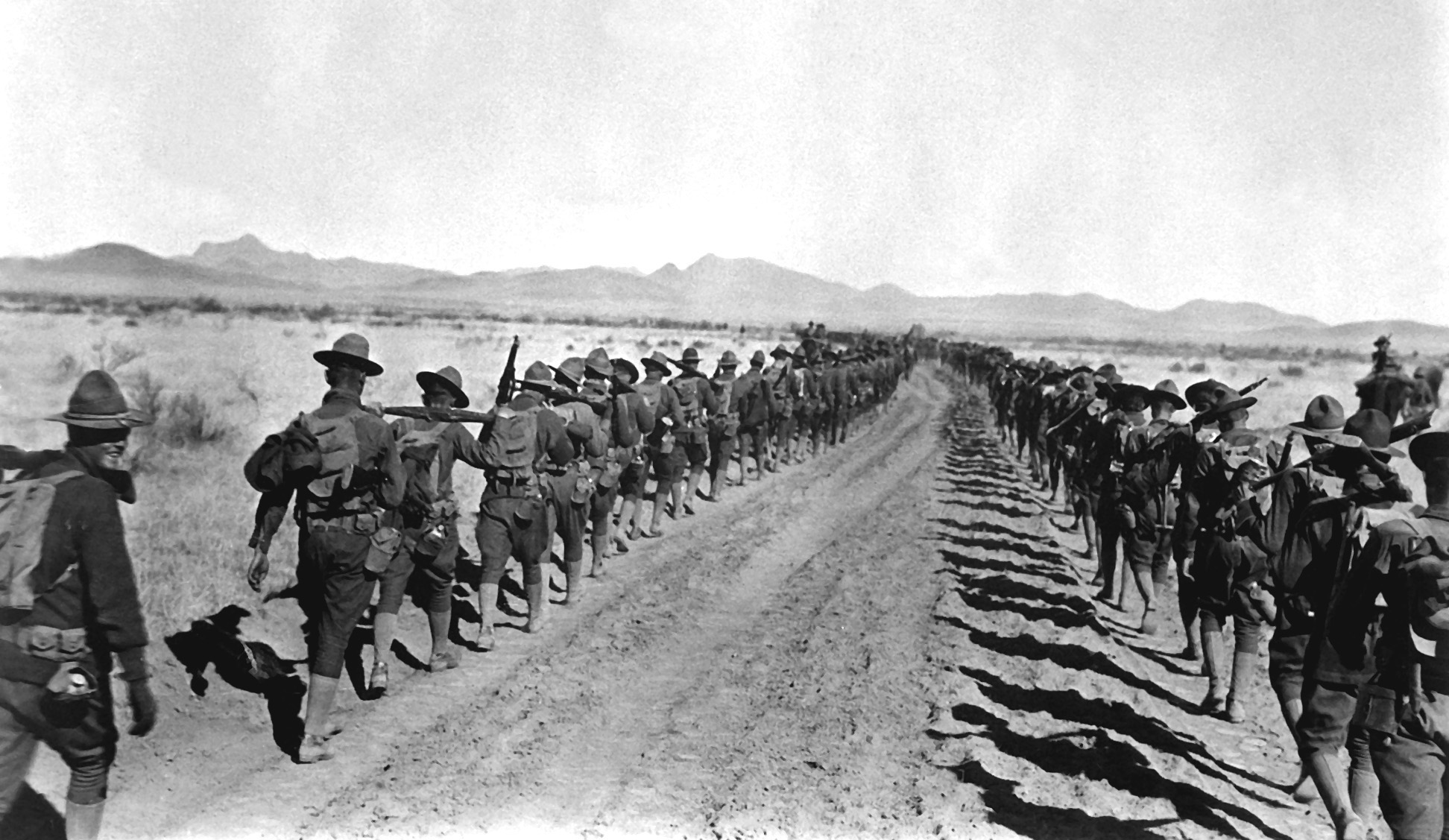
1917년 미국으로 돌아오는 미국 육군 병사들

1916년 초 국경에서 발생한 사건들이 증가하면서 1916년 3월 8일 미국 영토 침공으로 절정에 달했다. 이때 프란시스코 (판초) 비야와 그의 부하 500명에서 1,000명이 콜럼버스, 뉴멕시코를 습격하여 군 막사를 불태우고 상점을 약탈했다. 미국에서는 비야가 무분별한 폭력과 강도 행위를 상징하게 되었다. 제13 기병연대 병력들이 공격을 격퇴했지만, 군인 14명과 민간인 10명이 사망했다. 존 J. 퍼싱 준장은 즉시 판초 비야 원정으로 알려진 약 10,000명의 병력을 동원하여 비야를 체포하려 했다. 그들은 11개월(1916년 3월~1917년 2월) 동안 그를 쫓았지만 실패했고, 비야의 병력을 불안정하게 만드는 데는 성공했다. 비야의 최고 사령관 중 일부는 원정 중 포로가 되거나 사망하기도 했다. 제7, 제10, 제11, 제13 기병연대, 제6 및 제16 보병연대, 제6 야전포병대 일부 및 지원 부대들이 3월 중순 국경을 넘어 멕시코로 진입했으며, 이후 제5 기병대, 제17 및 제24 보병연대, 공병 및 기타 부대들이 뒤따랐다. 퍼싱은 멕시코의 주권을 존중해야 한다는 명령에 따랐고, 멕시코 정부와 국민들이 침공에 분개하여 철수를 요구했기 때문에 더욱 어려움을 겪었다. 원정군의 선발대는 국경에서 남쪽으로 400 마일 (640 km) 떨어진 파랄까지 침투했지만, 비야는 결코 잡히지 않았다. 이 작전은 주로 소규모 반군 집단과의 수십 차례 짧은 교전으로 구성되었다. 멕시코군 부대와의 충돌도 있었는데, 가장 심각했던 것은 1916년 6월 21일 카리잘 전투로, 제10 기병연대의 한 분대가 거의 전멸했다. 유럽의 위급한 상황이 아니었다면 전쟁이 선포되었을 것이다. 그럼에도 불구하고 사실상 전체 정규군이 개입되었고, 사건이 끝나기 전 대부분의 주 방위군이 연방화되어 국경에 집중되었다. 멕시코와의 정상적인 관계는 결국 외교 협상을 통해 회복되었고, 병력은 1917년 2월 멕시코에서 철수했다.

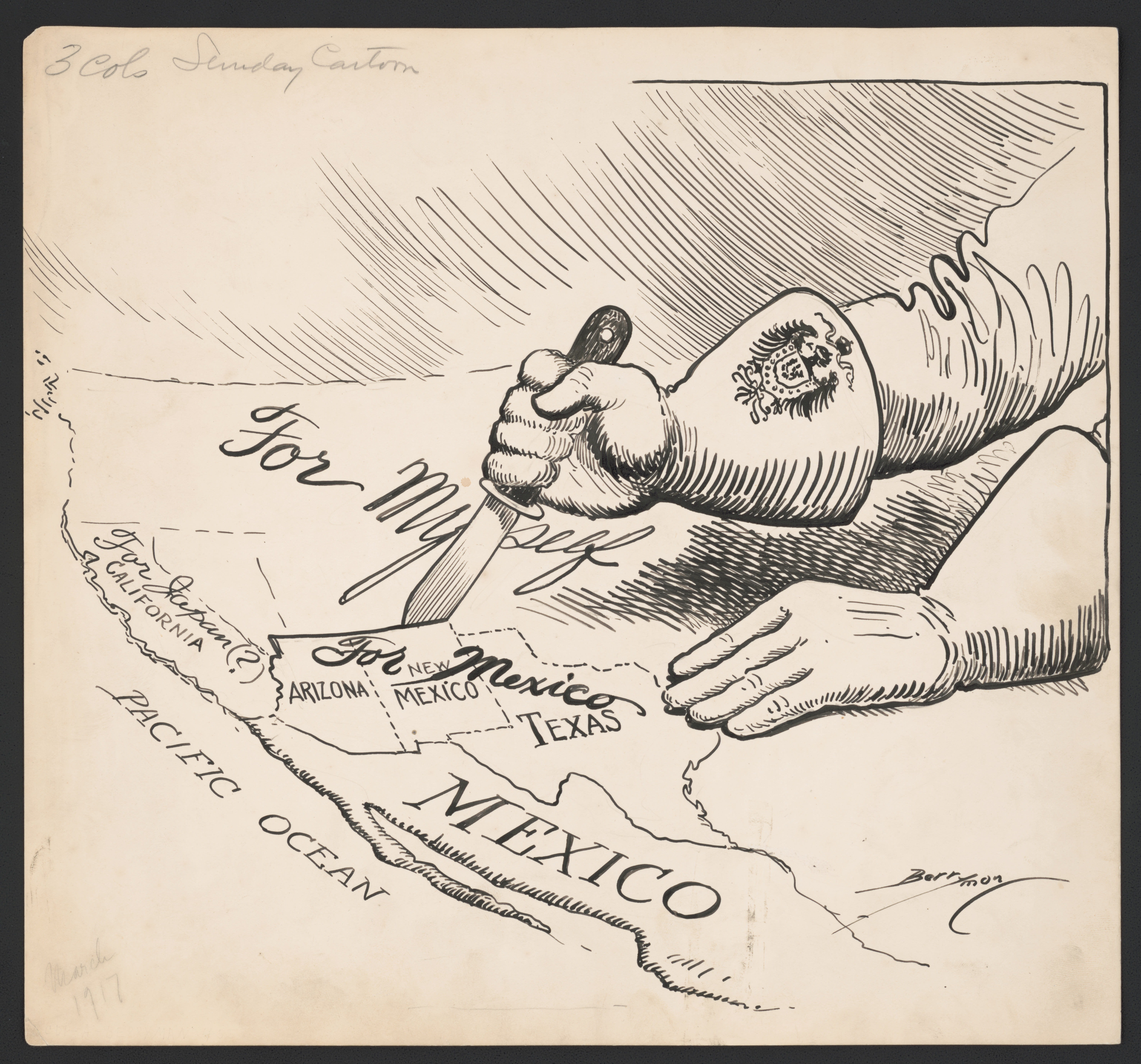
1917년 치머만 전보에 대한 정치 풍자 만화

독일은 멕시코에서 영향력을 두고 미국의 경쟁 상대였다. 제1차 세계 대전이 유럽에서 격렬하게 진행되면서 독일은 미국이 영국과 프랑스 편에 설 것을 우려했다. 독일은 미국과 멕시코 간의 전쟁을 부추겨 미군을 묶어두려 했다. 독일은 그러한 분쟁에서 멕시코를 돕는 계획을 담은 암호 전문을 보냈고, 멕시코의 보상은 멕시코-미국 전쟁(1846–48)에서 미국에 잃었던 땅을 되찾는 것이었다. 치머만 전보는 영국에 의해 가로채지고 해독되어 윌슨에게 전달되었고, 윌슨은 이를 공개했다. 미국의 지원과 외교적 인정을 받았던 카란사 세력은 분쟁에 휘말리지 않았다. 멕시코는 제1차 세계 대전 동안 중립을 지켰는데, 이는 멕시코가 미국뿐만 아니라 유럽 열강으로부터 독립적인 역할을 확보하는 수단이었다.
1915-16년에 권력을 잡은 헌법주의자들은 1917년 2월에 채택된 새로운 헌법을 초안했다. 외국 사업 이익에게 이 헌법은 국가 이익으로 간주되는 재산을 수용할 권한을 멕시코 정부에 부여하고, 외국 석유 회사들이 자신들의 이익에 대한 직접적인 위협으로 간주했던 지하 자원에 대한 권리를 주장했기 때문에 충격적이었다. 혁명의 더 급진적인 요소들이 이러한 조항들을 포함시키는 데 성공했지만, 카란사는 이를 이행하지 않았다. 미국 사업 이익은 자신들의 기업에 대한 이러한 위협에 맞서 미국 정부의 지원을 모색했지만, 윌슨은 그들을 위해 행동하지 않았다.

## 1918–1919
멕시코 비정규군과 멕시코 연방군과의 사소한 충돌은 1917년부터 1919년까지 미-멕시코 국경을 계속 교란시켰다. 비록 1917년 1월의 치머만 전보 사건이 직접적인 미국 개입으로 이어지지는 않았지만, 이는 헌법 제정 회의를 배경으로 발생했고 미국과 멕시코 간의 긴장을 악화시켰다. 군사적 교전은 1917년 12월 1일 부에나비스타, 1917년 12월 26일 치와와주 산 베르나르디노 협곡, 1918년 1월 9일 라 그룰라, 1918년 3월 28일경 멕시코 필라레스, 1918년 8월 27일 소노라-애리조나 국경의 노갈레스 마을, 그리고 1919년 6월 16일 엘패소 근처에서 발생했다.

## 멕시코의 외국인 용병

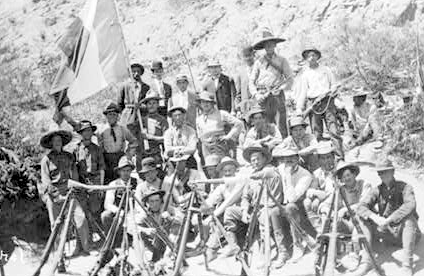
판초 비야의 미국 명예군단 회원

멕시코 외곽의 많은 모험가, 이념가, 필리부스테로들은 멕시코 혁명의 흥분과 낭만에 이끌렸다. 대부분의 용병들은 멕시코 북부에서 활동하는 군대에서 복무했는데, 이는 그 지역이 미국에서 멕시코로 들어가는 주요 진입 지점에서 가장 가깝고, 판초 비야가 용병을 고용하는 데 거리낌이 없었기 때문이었다. 1910년 프란시스코 마데로 반란 당시 최초의 외국인 용병 부대는 팔랑헤 데 로스 엑스트란헤로스(Falange de los Extranjeros, 외국인 방진)였는데, 여기에는 유명한 이탈리아 통일의 영웅 주세페 가리발디의 손자인 주세페 가리발디 2세와 많은 미국인 신병들이 포함되어 있었다.
이후 빅토리아노 우에르타의 쿠데타에 대한 반란 기간 동안, 같은 외국인들과 다른 이들이 판초 비야와 그의 북부사단에 의해 모집되고 입대했다. 비야는 미국인, 캐나다인 및 다른 외국인들을 단순 보병에서부터 모든 계급으로 모집했지만, 가장 귀하고 보수가 좋았던 이들은 샘 드레벤과 같은 기관총 전문가, 아이버 소드그레이와 같은 포병 전문가, 그리고 비야의 유명한 의료 서비스 및 이동식 병원 부대인 의사들이었다. 비야의 멕시코판 프랑스 외인부대("명예 군단"으로 알려진)가 우에르타의 연방군에 대한 비야의 성공에 중요한 요인이었음은 거의 의심할 여지가 없다.

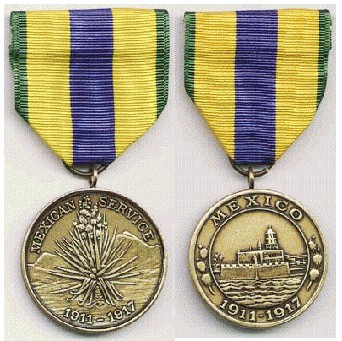
멕시코 복무 메달

## 미국 군사 훈장
미국 군대는 멕시코 복무에 대해 병사들에게 멕시코 복무 메달을 수여했다. 리본은 노란색 바탕에 파란색 중앙 줄무늬와 각 가장자리에 좁은 녹색 줄무늬가 있다. 녹색과 노란색은 1520년 오툼바 전투에서 사용된 아즈텍 깃발을 연상시키는데, 이 깃발에는 녹색 케찰 깃털에 둘러싸인 금색 태양이 그려져 있었다. 파란색은 미국 육군을 상징하며 멕시코와 미국을 나누는 리오그란데강을 의미한다.

## 같이 보기
- 멕시코 혁명
- 멕시코-미국 관계

## Gallery

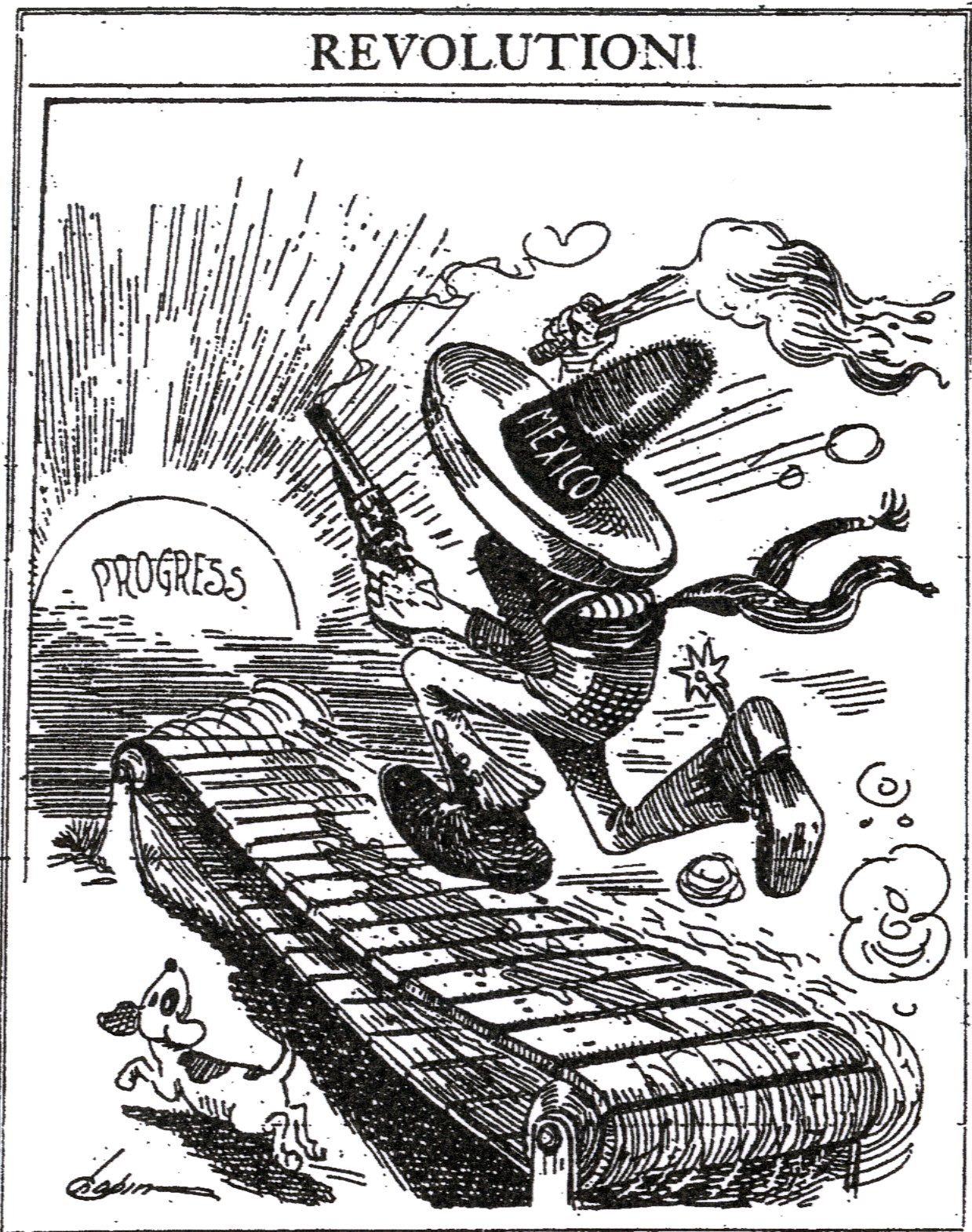
멕시코의 무익한 진보 추구, "많은 에너지가 소비되지만...확실한 전진은 없다."[14] 멕시코가 자발적으로 폭력(권총)과 무정부 상태(횃불)를 포기하지 않는 한 정체 상태에 머무를 것임을 시사한다. (샌프란시스코 이그재미너 1913)
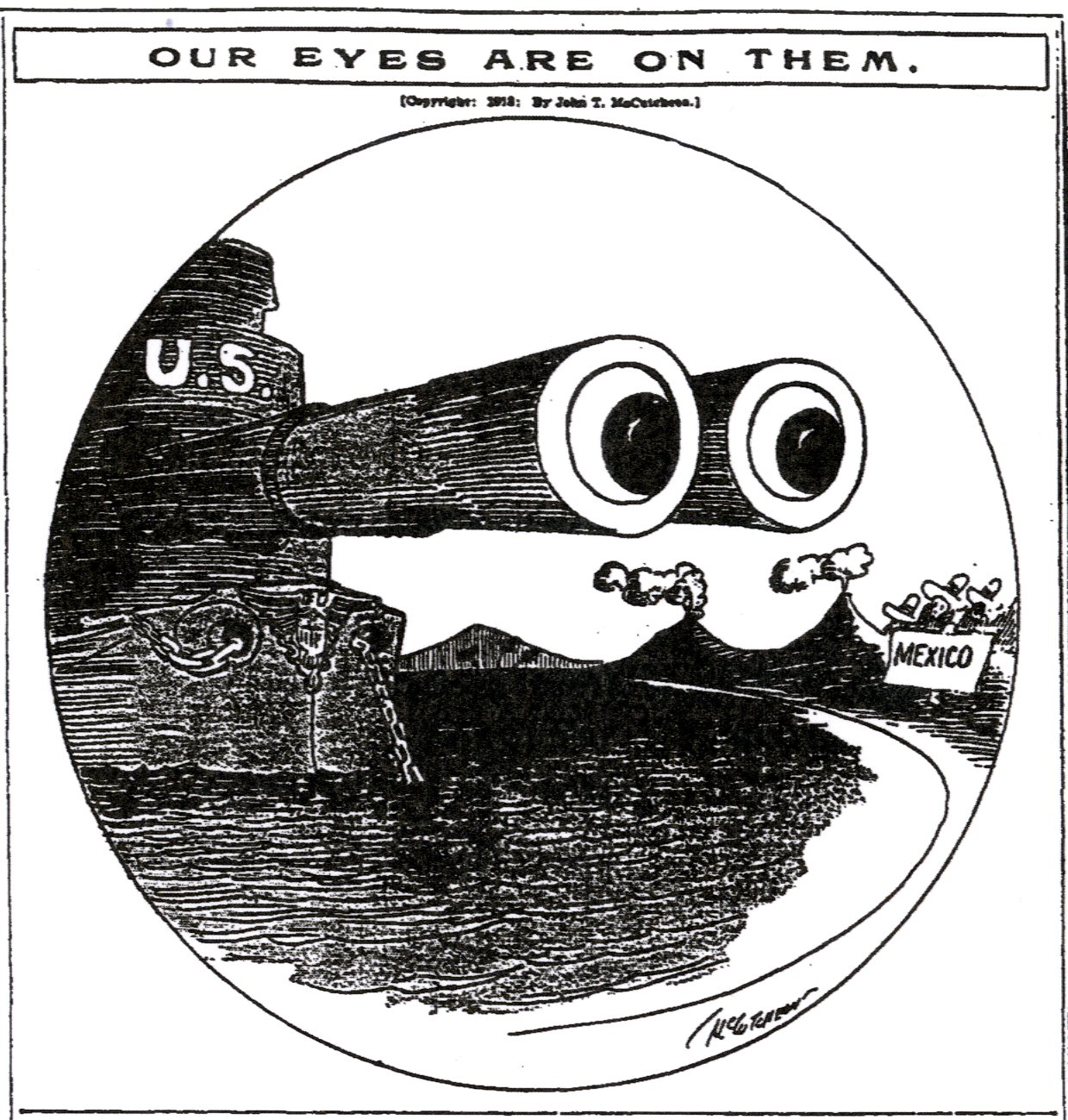
미국은 멕시코의 혼란을 늘 주시한다[15] (시카고 트리뷴 1913)

## 추가 자료
- Anderson, Mark. C. “What’s to Be Done With ‘Em? Images of Mexican Cultural Backwardness, Racial Limitations and Moral Decripitude in the United States Press 1913–1915”, Mexican Studies, Winter Vol. 14, No. 1 (1998): 23-70.
- Blaisdell, Lowell L. “Henry Lane Wilson and the Overthrow of Madero.” Southwestern Social Science Quarterly 43#2 (1962), pp. 126–35, online
- Boghardt, Thomas. The Zimmermann telegram: intelligence, diplomacy, and America's entry into World War I (Naval Institute Press, 2012).
- Britton, John. A.  Revolution and Ideology: Images of the Mexican Revolution in the United States. Kentucky: The University Press of Kentucky (1995)
- Coerver, Don M., and Linda Biesele Hall. Texas and the Mexican Revolution: a study in state and national border policy, 1910-1920 (Trinity University Press, 1984).
- Hall, Linda B., and Don M. Coerver. "Woodrow Wilson, Public Opinion, and the Punitive Expedition: A Re-Assessment." New Mexico Historical Review 72.2 (1997): 4+ online.
- Hall, Linda B., and Don M. Coerver. "Oil and the Mexican Revolution: The Southwestern Connection." The Americas 41.2 (1984): 229-244.
- Hall, Linda B., and Don M. Coerver. Revolution on the Border: The United States and Mexico, 1910-1920 (U of New Mexico Press, 1988).
- Hart, John Mason. Empire and Revolution: The Americans in Mexico Since the Civil War. Berkeley: University of California Press 2002.
- Katz, Friedrich. The Secret War in Mexico: Europe, the United States, and the Mexican Revolution. Chicago: University of Chicago Press 1981. online
- Knight, Alan. The Mexican Revolution. (2 vols). Cambridge: Cambridge University Press 1986.
- Link, Arthur S. Woodrow Wilson and the progressive era, 1910-1917 (1954) pp 107–144 online
- Nugent, Daniel, ed. Rural Revolt in Mexico and U.S. Intervention. LaJolla, CA: Center for U.S.-Mexican Studies, University of California, San Diego 1988.
- Quirk, Robert E. An affair of honor : Woodrow Wilson and the occupation of Veracruz (1967) online
- Schmitt, Karl M. Mexico and the United States, 1821-1973: Conflict and coexistence (John Wiley & Sons, 1974).
- Womack, John. "The Mexican Revolution" in Mexico Since Independence, ed. Leslie Bethell. Cambridge: Cambridge University Press 1991.

### 주요 출처
- Wilson, Henry Lane. “Errors with Reference to Mexico and Events That Have Occurred There.” Annals of the American Academy of Political and Social Science vol. 54, (1914), pp. 148–61, online.
- Wilson, Henry Lane. “How to Restore Peace in Mexico.” Journal of International Relations 11#2 (1920), pp. 181–89, online.